# Nemo (logiciel)
Pour les articles homonymes, voir Nemo.
Nemo est un gestionnaire de fichiers libre.
C'est un fork de Nautilus 3.4, à la suite des fonctions perdues dans la version 3.6 (2012). Il est le gestionnaire de fichiers associé à l'environnement Cinnamon (mais peut fonctionner avec Gnome 3.x).

## Histoire
La première version de Nemo (Nemo 1.0.0) est lancée en juillet 2012 en même temps que la version 1.6 de Cinnamon ; en novembre 2012, la version 1.1.2 est la dernière en date .
Il s’agit à l’origine d’un fork de la version 3.4 de Nautilus,,, les développeurs de Linux Mint considérant que « Nautilus 3.6 est une catastrophe »
,
,
. Le contributeur Gwendal Le Bihan a nommé le projet du nom du Capitaine Nemo, le personnage de Jules Verne, capitaine du Nautilus.

## Fonctionnalités
Les développeurs de Nemo ont implémenté les fonctions suivantes :
- Support de GVFS et de GIO
- Toutes les fonctions présentes dans la version 3.4 de Nautilus et absentes dans la version 3.6 (comme les icônes de bureau, la vue compacte, …)
- Ouverture dans le terminal
- Ouverture en tant que root
- Informations sur la progression des opérations sur les fichiers (au niveau du titre de la fenêtre, et dans la liste des fenêtres)
- Gestion adéquate des marque-pages GTK
- Options de navigation (page précédente, page suivante, rafraîchir)
- Options nombreuses de configuration
- Possibilité d'accéder à des serveurs distants par SSH
- Prise en charge native du FTP et du MTP